# Schienenzeppelin
Schienenzeppelin, dobesedno železniški cepelin, je bil eksperimentalni visokohitrostni vlak, ki ga je razvil letalski inženir Franz Kruckenberg leta 1929. Sprva sta ga poganjala dva 6-valjna letalska motorja BMW IV, kasneje en 12-valjni BMW VI (600 KM). Na zadnjem delu je imel nameščen propeler. S hitrostjo 230,2 km/h je podrl svetovni rekord za železniška vozila v svoji kategoriji. Zgradili so samo en primerek, vendar ga zaradi zaskrbljenosti o varnosti niso uporabljali in so ga leta 1939 razstavili. Ime "Schienenzeppelin" so izbrali zaradi podobnosti z zračno ladjo cepelin.